# José Maria Bernardo da Silva
José Maria Bernardo da Silva, mais conhecido por Zé Maria (Volta Redonda, 1 de fevereiro de 1954 — Volta Redonda, 16 de agosto de 2020), foi um futebolista brasileiro que atuava como lateral.
Teve passagem por Fluminense, Internacional e Volta Redonda.

## Biografia
Zé Maria começou sua carreira futebolística em clubes amadores da cidade de Volta Redonda.
Em 1973, foi jogar no Fluminense, onde conquistou os estaduais de 1973 e 1975.
Em 1976, foi emprestado ao Voltaço para a disputa do Campeonato Carioca, atuando no primeiro time do Esquadrão de Aço. Foi um dos primeiros jogadores naturais de Volta Redonda a atuar pelo Voltaço, e o primeiro lateral-direito da história do clube. Fez apenas 17 partidas pois seu passe foi comprado pelo Internacional ainda em meio ao campeonato.
Pelo Colorado, foi campeão gaúcho e brasileiro no ano de 1976.
Depois jogou ainda no Santos.
Ainda jogou pelo Dom Bosco de Cuiabá (MT) e São Cristóvão, onde encerrou sua carreira, em 1983.
Após encerrar a carreira, Zé Maria trabalhava como funcionário da Prefeitura de Volta Redonda.

## Morte
Zé Maria morreu em agosto de 2020, aos 66 anos, vitimado por um câncer de esôfago.

## Títulos

### Fluminense
- Campeonato Carioca: 1973 e 1975[7][8]

### Internacional
- Campeonato Gaúcho: 1976
- Campeonato Brasileiro: 1976